# Apocephalus sharkeyi
Apocephalus sharkeyi är en tvåvingeart som beskrevs av Brown 2002. Apocephalus sharkeyi ingår i släktet Apocephalus och familjen puckelflugor. Inga underarter finns listade i Catalogue of Life.